# Olle Hansson
Olle Hansson, född 1904, död 1991, var en svensk längdåkare som tävlade under 1920- och 1930-talen. 
Hansson deltog i ett världsmästerskap, det i Zakopane 1929 där han tävlade i både 18 kilometer och 50 kilometer. Bäst gick det på 50 km där han slutade trea, placeringen bättre än den fjärdeplats han uppnådde på 18 km.

### Fotnoter
1. ↑  Olle Hansson på Internationella Skidförbundets webbplats